# Remo Calzona
Remo Calzona (Catanzaro, 19 gennaio 1939) è un ingegnere italiano.
Nato a Catanzaro il 19 gennaio 1939, si è laureato nel luglio del 1964 in ingegneria civile presso l'Università di Roma. È stato docente di tecnica delle costruzioni presso la Facoltà d'Ingegneria dell'Università di Roma "La Sapienza".

## Biografia

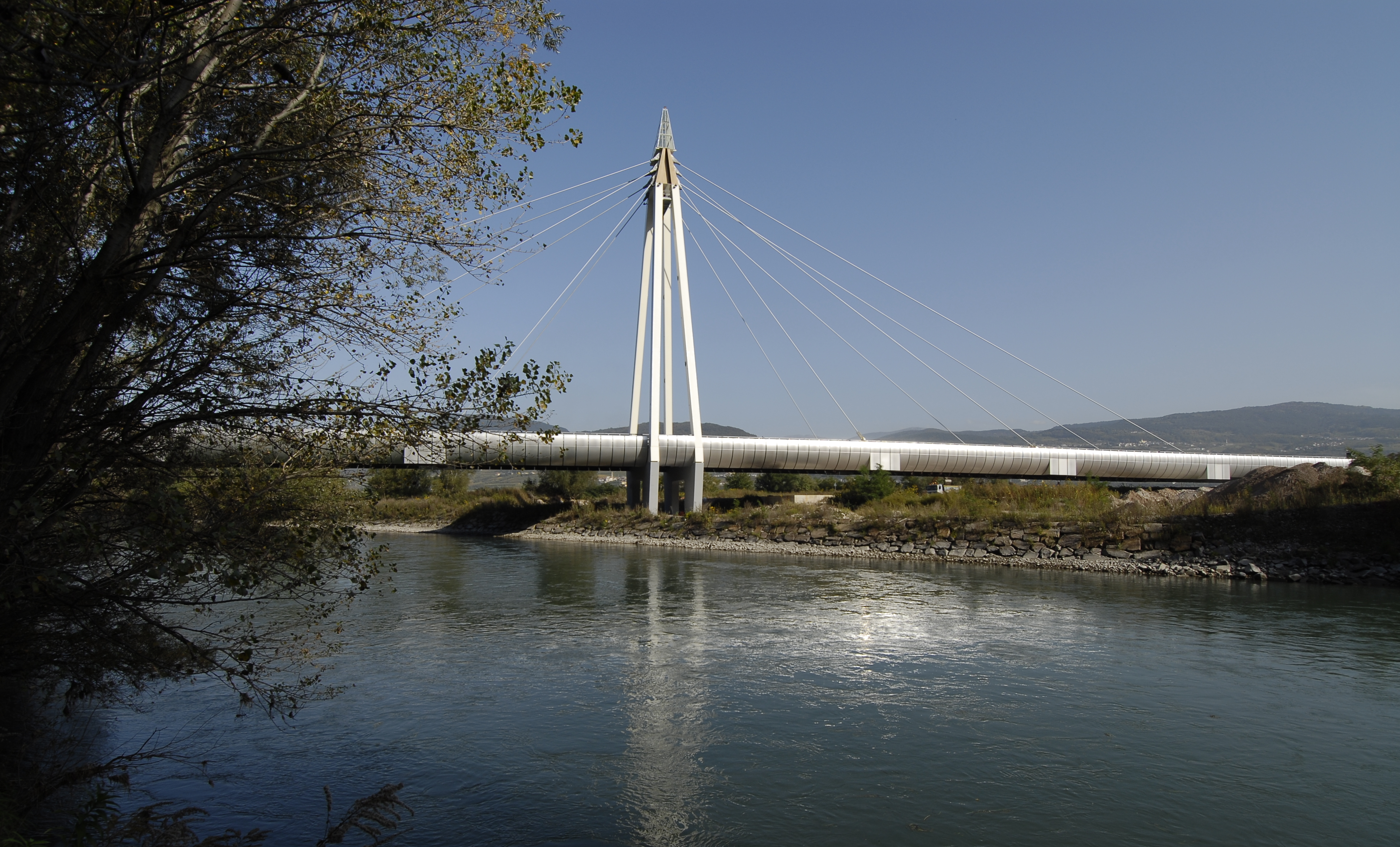
Ponte sul fiume Adige

Si laurea all'Università di Roma nel 1964 con Carlo Cestelli Guidi discutendo una tesi, poi pubblicata, sul calcolo a membrana dei gusci a doppia curvatura con superficie media a forma di paraboloide iperbolico. Inizia la sua carriera didattica appena dopo la laurea, diventando docente di tecnica delle costruzioni presso la Facoltà d'Ingegneria dell'Università di Roma "La Sapienza". Parallelamente svolge l'attività professionale incentrata sulle grandi opere di ingegneria strutturale. Tra il 1967 e il 1969 realizza nella pianura pontina un sistema di sette serbatoi sopraelevati di forma troncoconica. Realizza nel 1969 il viadotto di Chiamarona, l'opera di maggiore impegno della strada a scorrimento veloce Potenza-Melfi-Fondo Valle Ofanto. Tra il 1969 e il 1974 realizza lo stabilimento Birra Itala Pilsen a Padova e i Silos dello stabilimento della Birra Peroni a Roma. Nel 1974,  per Hoepli, in collaborazione con Carlo Cestelli Guidi, pubblica un volume sul calcolo del cemento armato con i metodi delle tensioni ammissibili e degli stati limite.
Nel 1976 è allievo di Riccardo Morandi, che con l'occasione lo consulta riguardo ai manifesti problemi strutturali del da poco realizzato Viadotto Polcevera di Genova.
Nel 1978 diventa professore ordinario di Tecnica delle costruzioni e inizia la realizzazione del viadotto Val di Chiana. Tra il 1979 e il 1980 realizza la cupola del Palazzetto dello sport di Vasto, una volta a padiglione in calcestruzzo leggero strutturale con spessore che varia dai 30 cm all'imposta ai 15 cm sul colmo. Dal 1985 svolge l'attività di alto consulente dello stato. Nel 1985 viene nominato componente della Alta Sorveglianza dell'ANAS che deve controllare e indirizzare le scelte e la progettazione del ponte sullo stretto di Messina, alla cui evoluzione progettuale parteciperà direttamente per i successivi dodici anni. Nel 1997 è nominato membro della Commissione internazionale per la Salvaguardia e Stabilizzazione della Torre di Pisa che porterà ad un intervento di sottoescavazione controllata che ha portato a una controrotazione della struttura.

## La critica
La sua architettura è stata così descritta da Franco Purini: 

## Opere e progetti
- Serbatoi pensili dell'Acquedotto Pontino,1967-1969
- Stabilimento Birra Itala Pilsen a Padova,1969-1974
- Palazzetto dello sport a Vasto (Chieti),1979-1980
- Nuova sede della facoltà di Reggio Calabria,1989
- Viadotto di Val di Chiana,1980
- Opere d'arte del raddoppio della Ferrovia Udine-Pontebba,1980
- Ponte stradale sul torrente Bisagno,1980-1981
- Ponte ferroviario ad arco sulla S.S. Pontebbana ad Udine,1982
- Ponte autostradale sul fiume Tevere
- Sopraelevata del centro direzionale di Napoli,1986-1990
- Nuova sede della facoltà di Reggio Calabria,1989
- Ponte sul Po di Venezia tra Cà Venier e Cà Tiepolo di Porto Tolle(RO),1992-1995
- Ricostruzione e restauro del Castello Aragonese a Reggio Calabria,1997
- Ponte strallato sul fiume Adige, 2005-2008
- Ponte di Caivano sulla linea ad alta velocità RM-NA
- Ponte della Musica sul Tevere, Roma
- Ponte dei congressi sul Tevere, Roma

## Pubblicazioni
- Remo Calzona, Calcolo a membrana dei gusci a doppia curvatura con superficie media a forma di paraboloide iperbolico, Edizioni Giornale del Genio Civile, 1969
- Remo Calzona, Carlo Cestelli Guidi, il calcolo del cemento armato con i metodi delle tensioni ammissibili e degli stati limite, Hoepli, 1974
- Remo Calzona, Fatica e decadimento dei materiali e delle strutture sottoposte ad azioni cicliche, Edizioni Ferrocemento, 1996
- Remo Calzona, Il conglomerato leggero strutturale, Edizioni Scienza e Tecnica, 1982
- (EN)  Remo Calzona, Behaviour of dense and lightweight concrete under multi-axial stresses, Edizioni International Congress of F.I.P., 1978
- Remo Calzona, Consolidamento di un edificio dissestato dal sisma del Friuli: valutazione della sicurezza, Edizioni L'industria delle costruzioni, 1978
- Remo Calzona, Epistemological aspects of safety concerning the challenge if future construction: the Messina bridge, Edizioni Saxe-Coburg, 2005
- Remo Calzona, La ricerca non ha fine - Il Ponte sullo Stretto di Messina, Edizioni dei, 2008
- Remo Calzona, De Terraemotu, Edizioni dei, 2017